# Velkovévodství
Velkovévodství je formou monarchie, v jejíž čele stojí velkovévoda.

## Historie
V době mezi napoleonskými válkami a první světovou válkou existovala tato velkovévodství:
- Bádensko (1806–1918)
- Hesensko-Darmstadtsko (1806–1918)
- Lucembursko (1815–současnost) - do roku 1890 v personální unii s Nizozemskem
- Meklenbursko-Zvěřínsko (1815–1918)
- Meklenbursko-střelické velkovévodství (1815–1918)
- Oldenbursko (1815/23-1918)
- Sasko-Výmarsko-Eisenašsko (1815–1918)
- Toskánské velkovévodství (1569–1801; 1815–1860) – titul náležel od r. 1815 vedle panujícího velkovévody i rakouskému císaři, jím užíván do r. 1918[1]
- Velkovévodství Berg (1806–1813) - oficiálně Velkovévodství Berg a Kleve
- Frankfurtské velkovévodství (1810–1813)
- Würzburské velkovévodství (1806–1814)
- Krakovské velkovévodství (1846–1918) – součást Rakouského císařství
- Dolnorýnské velkovévodství (1815–1822/1918) – součást Pruského království, zrušeno správní reformou, zachován jen titul
- Poznaňské velkovévodství (1815–1848/1918) – součást Pruského království, zrušeno správní reformou, zachován jen titul
- Fuldské velkovévodství (1816–1866) – součást Hesensko-Kasselska

Jako velkovévodství se také označuje:
- autonomní Finské velkoknížectví, území v letech 1581 až 1809 náležející do švédské a v letech 1809 až 1917 do Ruské říše.

## Současnost
Jediným současným velkovévodstvím je Lucembursko ležící mezi Německem, Francií a Belgií.
Existují též neuznaná velkovévodství (mikronárody) například: Velkovévodství Flandresis